# Mân, Định Tây
Mân, còn phiên là Dân (chữ Hán phồn thể:岷縣, chữ Hán giản thể: 岷县, bính âm: Mín Xiàn, âm Hán Việt: Mân huyện) là một huyện thuộc địa cấp thị Định Tây, tỉnh Cam Túc, Cộng hòa Nhân dân Trung Hoa. Huyện Mân nằm ở cực nam của Cam Túc, có diện tích 3578 km², dân số năm 2004 là 446.000 người, 97% là người Hán, ngoài ra còn có người Hồi, người Tạng. Về mặt hành chính, huyện này được chia ra các đơn vị hành chính gồm 6 trấn, 17 hương.